# Microcebus myoxinus
Il microcebo pigmeo (Microcebus myoxinus Peters, 1852), noto anche microcebo di Peters, è tra i più piccoli lemuri e primati viventi. Alcuni autori indicano che il congenere microcebo di madame Berthe potrebbe avere dimensioni ancora inferiori.
Come gli altri lemuri, è endemico del Madagascar.
Gerald Durrell lo descrisse in questo modo:
(G. Durrell)
Pesa circa 30 g, per una lunghezza di poco più di 6 cm. A causa delle sue dimensioni ridotte, e delle sue abitudini notturne, per oltre un secolo dalla sua classificazione risultò introvabile per i ricercatori; nel 1993 riapparve nella foresta di Kirindy e attualmente è circoscritto nell'area del Parco Nazionale di Kirindy-Mitea.